# Росс, Джимми (футболист, 1866)
Джеймс Дэ́ниел Росс (англ. James Daniel Ross; 28 марта 1866 — 12 июня 1902) — шотландский футболист, нападающий. В составе клуба «Престон Норт Энд» дважды становился чемпионом Англии, причём в сезоне 1888/89 команда прошла в чемпионате и Кубке Англии без поражений. Несмотря на небольшие габариты (рост 170 см, вес менее 70 кг), отличался высокой скоростью, хорошим дриблингом и мощным ударом.

## Биография
Уроженец Эдинбурга, Джимми начал карьеру в местном клубе «Сент-Бернардс». В возрасте 17 лет перешёл в английский клуб «Престон Норт Энд», где уже выступал его старший брат Ник. Его дебют за клуб состоялся 24 ноября 1883 года: он пришёл посмотреть на игру своего брата в матче против «Падиэма», однако у «Престона» не хватало игроков, и Росс-младший был приглашён на поле. Он забил два мяча, и «Престон» выиграл со счётом 4:0. В дальнейшем на протяжении сезона играл за резервную команду, после чего был включён в основной состав. Забил гол за «Престон» в финале Большого кубка Ланкашира. В матче Кубка Англии против «Хайд Юнайтед», который «Престон» выиграл со счётом 26:0, забил 7 мячей, в матче против «Рединга», в котором «Норт Энд» выиграл со счётом 18:0, забил 6 мячей. Сыграл в финале Кубка Англии 1888 года против «Вест Бромвич Альбион», в котором его команда проиграла со счётом 2:1.
Дебютировал в Футбольной лиге 8 сентября 1888 года в матче между «Престоном» и «Бернли» на стадионе «Дипдейл». «Престон Норт Энд» одержал в той игре победу со счётом 5:2, Джимми Росс забил третий и четвёртый мячи «Престона». 13 октября 1888 года забил третий гол своей команды в матче против «Вест Бромвич Альбион», став первым игроком в истории, забившим десять голов в национальном чемпионате. Он сыграл в 21 из 22 матчей «Престона» в сезоне 1888/89, забив 19 мячей, включая «покер» в ворота клуба «Сток» 6 октября 1888 года. В Кубке Англии того сезона Джимми сыграл во всех пяти матчах «Престона» и забил два мяча, включая гол в финале против «Вулверхэмптон Уондерерс». В 1889 году «Престон Норт Энд» выиграл и чемпионат, и Кубок Англии, пройдя весь сезон без поражений, а его игроки получили прозвище «непобедимые» (англ. The Invincibles).
19 августа 1894 года Джимми Росс перешёл в «Ливерпуль» за рекордную для клуба сумму в размере 75 фунтов. Его дебют за клуб состоялся 13 сентября 1894 года в матче Первого дивизиона против «Болтон Уондерерс», в котором он отметился забитым мячом. Всего в сезоне 1894/95 Росс забил за команду 12 мячей, а «Ливерпуль» выбыл во Второй дивизион. В общей сложности Джимми Росс провёл за «Ливерпуль» 85 матчей и забил 39 мячей.
В марте 1897 года перешёл в «Бернли», за который провёл 114 матчей и забил 61 мяч.
В 1899 году Росс перешёл в «Манчестер Сити». Дебютировал за клуб 4 марта 1899 года в матче Второго дивизиона против «Барнсли», который завершился победой «Сити» со счётом 5:0 (тогда Росс сделал «дубль», а Билли Мередит отметился хет-триком). Провёл в клубе четыре сезона, сыграв 70 матчей и забив 22 мяча. Свой последний матч провёл 25 января 1902 года. Вскоре после этого завершил карьеру «из-за проблем со здоровьем». У него развилась инфекция кожи (рожистое воспаление), которая привела к сильной лихорадке. 12 июня 1902 года Джимми Росс умер от инфекции в возрасте 36 лет. Его гроб был покрыт цветами и венками, был и венок от клуба «Престон Норт Энд» со словами «В память об одном из непобедимых» (англ. In memory of one of the old Invincibles).

## Достижения
«Престон Норт Энд»
- Чемпион Англии (2): 1888/89, 1889/90
- Обладатель Кубка Англии: 1889

## Статистика выступлений
| Клуб                    | Сезон            | Лига | Лига | Кубок Англии | Кубок Англии | Прочие | Прочие | Итого | Итого |
| Клуб                    | Сезон            | Игры | Голы | Игры         | Голы         | Игры   | Голы   | Игры  | Голы  |
| ----------------------- | ---------------- | ---- | ---- | ------------ | ------------ | ------ | ------ | ----- | ----- |
| Престон Норт Энд        | 1885/86          | -    | -    | ?            | ?            | ?      | ?      | ?     | ?     |
| Престон Норт Энд        | 1886/87          | -    | -    | ?            | ?            | ?      | 15     | ?     | 15+   |
| Престон Норт Энд        | 1887/88          | -    | -    | 8            | 19           | ?      | ?      | 8+    | 19+   |
| Престон Норт Энд        | 1888/89          | 21   | 19   | 5            | 2            | ?      | ?      | 26+   | 21+   |
| Престон Норт Энд        | 1889/90          | 21   | 19   | 3            | 2            | 1+     | 1+     | 25+   | 22+   |
| Престон Норт Энд        | 1890/91          | 13   | 5    | 0            | 0            | 0      | 0      | 13    | 5     |
| Престон Норт Энд        | 1891/92          | 26   | 16   | 3            | 2            | ?      | ?      | 29+   | 18+   |
| Престон Норт Энд        | 1892/93          | 25   | 8    | 7            | 4            | ?      | ?      | 32+   | 12+   |
| Престон Норт Энд        | 1893/94          | 24   | 18   | 2            | 6            | 6+     | 4+     | 32+   | 28+   |
| Престон Норт Энд        | Итого            | 130  | 85   | 38           | 41           | 27     | 46     | 195   | 172   |
| Ливерпуль               | 1894/95          | 27   | 12   | 3            | 0            | 8      | 3      | 38    | 15    |
| Ливерпуль               | 1895/96          | 25   | 23   | 2            | 1            | 5      | 0      | 32    | 24    |
| Ливерпуль               | 1896/97          | 21   | 2    | 2            | 1            | 3      | 0      | 26    | 3     |
| Ливерпуль               | Итого            | 73   | 37   | 7            | 2            | 16     | 3      | 96    | 42    |
| Ливерпуль (резерв)      | 1896/97          | 1    | 1    | 0            | 0            | 0      | 0      | 1     | 1     |
| Ливерпуль (резерв)      | Итого            | 1    | 1    | 0            | 0            | 0      | 0      | 1     | 1     |
| Бернли                  | 1896/97          | 4    | 1    | 0            | 0            | 3      | 0      | 7     | 1     |
| Бернли                  | 1897/98          | 27   | 26   | 3            | 1            | 4+     | 1+     | 34+   | 28+   |
| Бернли                  | 1898/99          | 20   | 5    | 2            | 1            | ?      | ?      | 22+   | 6+    |
| Бернли                  | Итого            | 51   | 32   | 5            | 2            | 10     | 3      | 66    | 37    |
| Манчестер Сити          | 1898/99          | 9    | 7    | 0            | 0            | 0      | 0      | 9     | 7     |
| Манчестер Сити          | 1899/00          | 26   | 10   | 1            | 1            | 1      | 1      | 28    | 12    |
| Манчестер Сити          | 1900/01          | 25   | 3    | 1            | 0            | ?      | ?      | 26+   | 3+    |
| Манчестер Сити          | 1901/02          | 7    | 1    | 1            | 0            | 1+     | ?      | 9+    | 1+    |
| Манчестер Сити          | Итого            | 67   | 21   | 3            | 1            | 6      | 4      | 76    | 26    |
| Манчестер Сити (резерв) | 1901/02          | 9    | 5    | 0            | 0            | 0      | 0      | 9     | 5     |
| Манчестер Сити (резерв) | Итого            | 9    | 5    | 0            | 0            | 0      | 0      | 9     | 5     |
| Всего за карьеру        | Всего за карьеру | 331  | 181  | 53           | 46           | 59     | 56     | 443   | 283   |